# SEIKO clips
『SEIKO clips』（セイコ クリップス）は、松田聖子のミュージック・ビデオ集。1991年8月1日発売。発売元はSony Records。

## 解説
松田初のミュージック・ビデオ集。

## 収録曲
1. All The Way To Heaven
2. The Right Combination
3. Hold On
4. Crazy For You